# Furie la volan

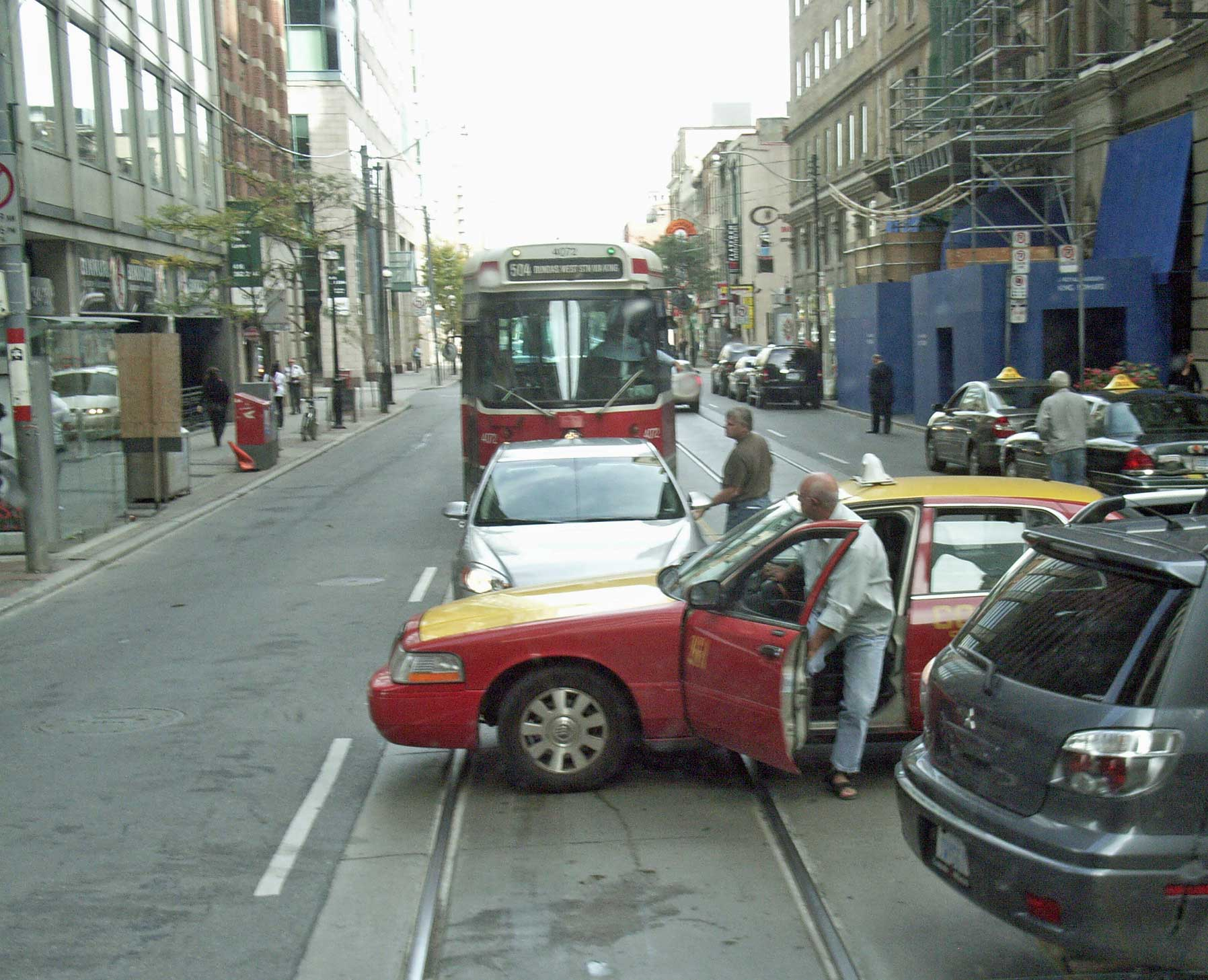
Doi șoferi ies din mașinile lor pentru a-și exprima furia față de o situație rutieră

Furia la volan este un comportament agresiv sau furios manifestat de persoanele care conduc un vehicul. Aceste comportamente includ insulte grosolane și verbale, țipete, amenințări fizice sau metode de conducere periculoase îndreptate către alți șoferi, pietoni sau bicicliști, în încercarea de a intimida sau de a elibera frustrarea. Furia pe șosea poate duce la altercații, daune materiale, agresiuni și coliziuni care duc la vătămări corporale grave sau chiar la deces. Strategiile includ (dar nu se limitează la) tăierea autovehiculelor, claxonarea nepotrivită, aprinderea farurilor, folosirea de gesturi obscene, lovirea unui alt șofer, abaterea, tailgating, frânarea repetată și confruntarea fizică.
Conform unui studiu realizat de AAA Foundation for Traffic Safety, care a examinat înregistrările poliției la nivel național, în perioada 1990-1996, în Statele Unite au fost raportate, în medie, peste 1.250 de incidente de furie la volan pe an. Multe dintre aceste incidente s-au soldat cu răniri grave sau decese. Aceste rate au crescut anual de-a lungul celor șase ani ai studiului. O serie de studii au constatat că persoanele care manifestă furie la volan sunt predominant tinere (în medie 33 de ani) și 96,6% bărbați.

## Statut juridic
În unele jurisdicții, poate exista o diferență juridică între „furie la volan” și „conducere agresivă”. În S.U.A., doar câteva state au adoptat legi speciale privind conducerea agresivă, unde cazurile de furie la volan sunt în mod normal urmărite penal ca atac și vătămare (cu sau fără vehicul) sau ca ucidere din culpă.
Definiția legală a furiei stradale cuprinde un grup de comportamente exprimate în timpul conducerii sau care rezultă din incidente legate de trafic. U.S. National Highway Traffic Safety Administration (Administrația Națională pentru Siguranța Traficului pe Autostrăzi din SUA) definește furia la volan ca fiind „un atac intenționat al unui șofer sau pasager cu un autovehicul sau o armă care are loc pe carosabil sau este precipitat de un incident pe carosabil.” Această definiție face distincția între faptul că condusul agresiv este o încălcare a normelor de circulație și faptul că furia la volan este o infracțiune.

### Tipuri
Furia la volan poate include:
- Strigătele, utilizarea excesivă a claxonului sau gesturile obscene și amenințările.
- Acțiuni cum ar fi tăierea drumului unui alt vehicul, conducerea foarte aproape, blocarea unui alt vehicul astfel încât acesta să nu poată utiliza o bandă de circulație, frânarea, urmărirea unui alt vehicul sau scoaterea acestuia de pe șosea sau lovirea deliberată a unui vehicul.
- Oprirea unui vehicul pe marginea sau în mijlocul drumului, ieșirea din vehicul pentru a amenința, ataca, lupta sau răni un alt automobilist, pasager, pieton, biciclist sau orice altă persoană.

## Efecte asupra șoferilor

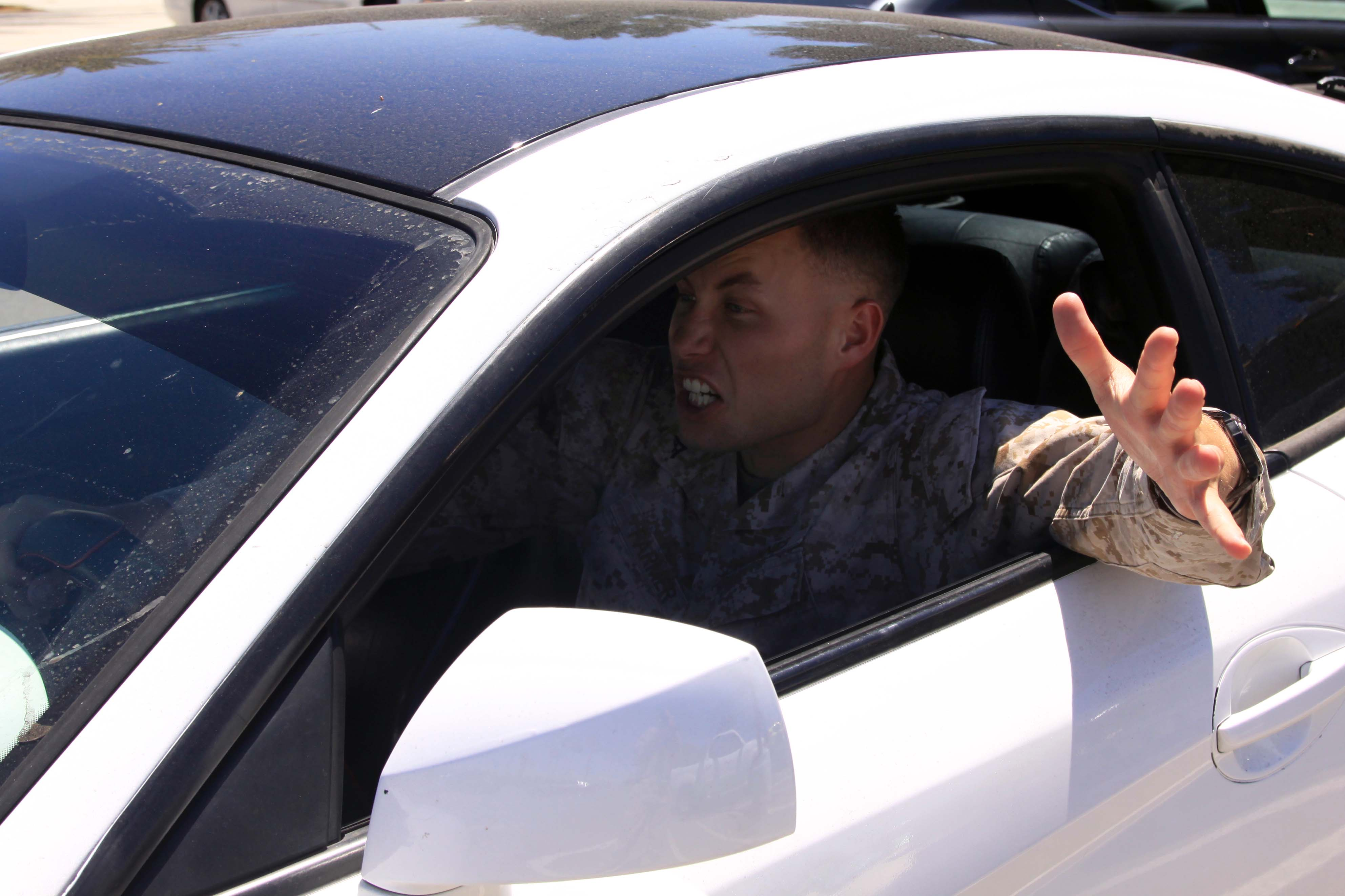
Șoferii pot deveni stresați de acțiunile altor participanți la trafic

Comportamentul unui șofer stresat depinde de capacitatea acestuia de a face față situației. În general, șoferii care obțin scoruri ridicate la testele de agresivitate folosesc strategii de confruntare directă atunci când se confruntă cu stresul în timpul condusului. Mulți șoferi care se confruntă cu furia la volan au recunoscut că ei cred că comit mai multe încălcări ale regulilor de circulație. Conducerea prezintă multe stresuri din cauza vitezelor mari și a acțiunilor altor șoferi. Pe măsură ce stresul crește, probabilitatea ca o persoană să manifeste furie la volan crește dramatic. De obicei, bărbații tineri sunt cei mai predispuși la furie la volan. Cele mai multe cazuri raportate de furie la volan apar din cauza întreruperii și ieșirii din trafic, schimbărilor de bandă, disputelor pentru locurile de parcare sau gesturilor nepoliticoase. Un raport a constatat că 6,8% dintre incidentele selectate de furie pe șosea se soldează cu deces.
Conform unui studiu, persoanele care își personalizează mașinile cu autocolante și alte ornamente sunt mai predispuse la furie la volan. În cadrul studiului, numărul de marcaje teritoriale a prezis furia la volan mai bine decât valoarea sau starea vehiculului. Doar numărul de autocolante pe bara de protecție, nu și conținutul acestora, a prezis furia la volan.
Țintele obișnuite ale furiei la volan sunt instructorii auto și șoferii începători; deoarece acești utilizatori ai drumurilor tind să urmeze foarte îndeaproape reglementările rutiere, iar cursanții sunt predispuși să facă mai multe greșeli, aceștia sunt adesea antagonizați de șoferii agresivi. În 2019, un sondaj realizat de furnizorul britanic de asigurări Young Marmalade a constatat că 77% dintre instructorii auto se confruntă în mod regulat cu abuzuri și intimidări din partea altor participanți la trafic în timp ce îi instruiesc pe începători și că 8% dintre șoferii începători au renunțat să mai învețe să conducă ca urmare a furiei stradale pe care au experimentat-o.

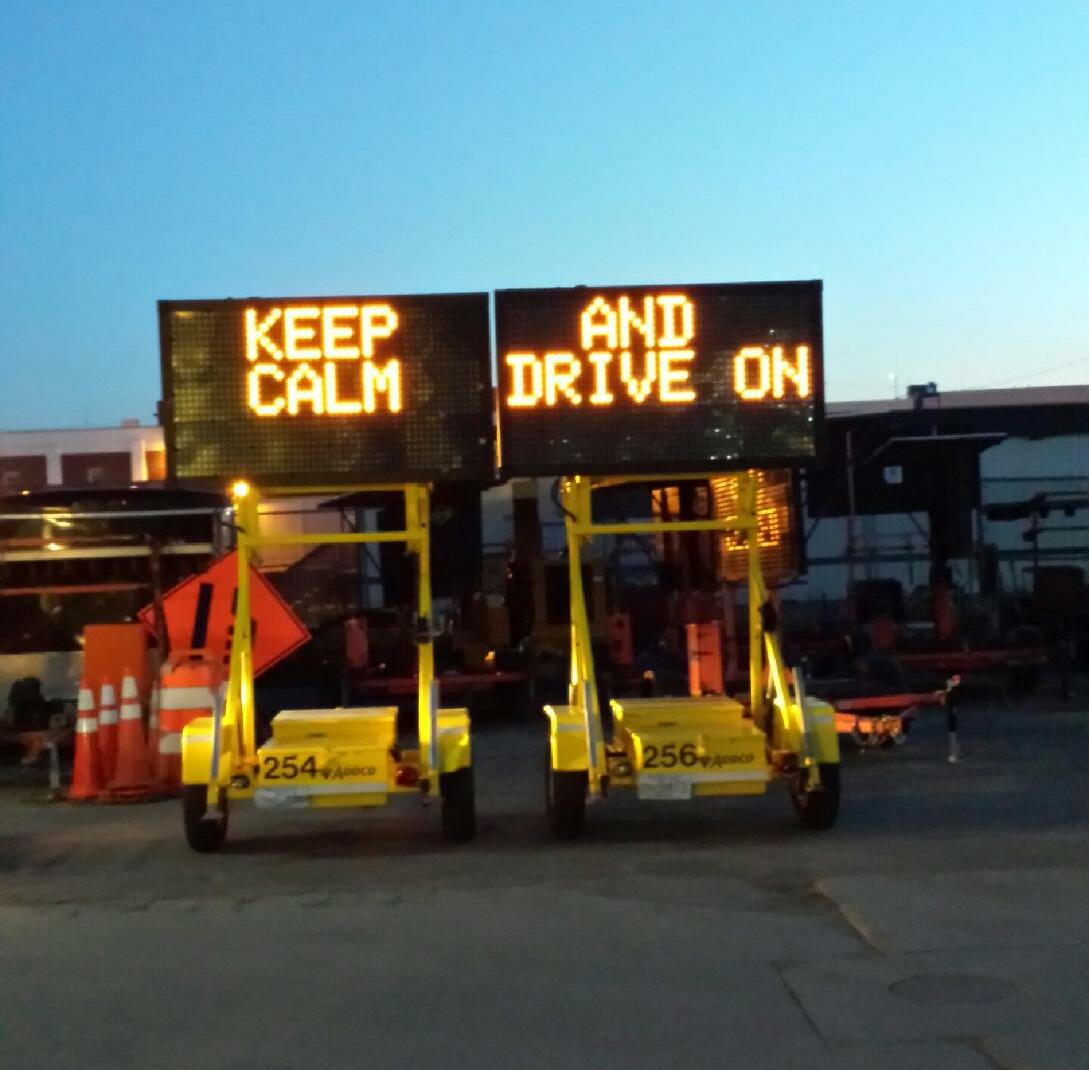
Un semn rutier electronic din Massachusetts, care descurajează furia la volan

Furia la volan nu este o tulburare mintală oficială recunoscută în Manualul de diagnostic și statistică al tulburărilor mintale (DSM). Cu toate acestea, conform unui articol publicat de Associated Press în iunie 2006, comportamentele asociate de obicei cu furia la volan pot fi rezultatul unei tulburări cunoscute sub numele de tulburare explozivă intermitentă, care este recunoscută în DSM. Această concluzie a fost trasă în urma unor sondaje efectuate pe 9.200 de adulți din Statele Unite între 2001 și 2003. Anchetele au fost finanțate de Institutul Național de Sănătate Mintală.

## Sancțiuni
Furia la volan este un act potențial grav și poate fi considerat o punere în pericol a siguranței publice. Cu toate acestea, nu este întotdeauna posibil să se judece intenția prin observație, astfel încât „agresorii rutieri” care sunt opriți de poliție pot fi acuzați de alte infracțiuni, cum ar fi conducerea neglijentă sau imprudentă, sau pot fi amendați sau arestați. Unii consideră că participanții la trafic sunt infractori.

### Australia
În New South Wales, Australia, furia la volan este considerată un act extrem de grav. Orice persoană care „se angajează într-un comportament care provoacă sau amenință cu un impact în care este implicat celălalt vehicul” cu intenția de a provoca vătămări corporale unei persoane poate fi acuzată de conducere agresivă, o infracțiune gravă care poate trimite vinovatul la închisoare pentru o perioadă de până la cinci ani. De asemenea, infractorii pot fi amendați cu 100.000 de dolari australieni și li se poate interzice dreptul de a conduce, indiferent de intenția de a vătăma fizic victima. În cazul în care șofatul agresiv are ca rezultat agresiuni sau vătămări fizice și/sau mașina victimei este deteriorată intenționat, pedepsele pot fi mult mai severe.
Majoritatea țărilor de drept comun interzic agresiunea obișnuită, care s-ar putea aplica în cazul furiei la volan în care siguranța personală a victimei este considerată a fi amenințată. Dreptul comun consideră agresiunea ca fiind o chestiune atât penală, cât și civilă, care conduce atât la sancțiuni penale publice, cât și la răspunderi civile private.

### Germania
Furia la volan, insultele și gesturile nepoliticoase în trafic pot conduce la amenzi și pedepse cu închisoarea pentru șoferii care strigă insulte sau fac gesturi jignitoare în timp ce conduc.

### Noua Zeelandă
În Noua Zeelandă, furia la volan nu constituie în sine o infracțiune, dar șoferii sunt de obicei acuzați de alte infracțiuni comise în timpul unui act de furie la volan (de obicei, agresiune sau deținerea ilegală a unei arme ofensive). Șoferii au obligația legală de a avea o grijă rezonabilă pentru a evita punerea în pericol a vieții umane atunci când conduc un vehicul (s 156 Crimes Act 1961); neîndeplinirea acestei obligații, cum ar fi un act de conducere agresivă, poate da naștere la răspundere penală pentru deranj (s 146 Crimes Act 1961). Lovirea unui vehicul constituie o deteriorare intenționată sau imprudentă a proprietății, o infracțiune penală, cu o pedeapsă maximă de șapte ani de închisoare (s 269 Crimes Act 1961). În prezent, instanțele din Noua Zeelandă nu au competența de a descalifica conducătorii auto care agresează fizic un alt utilizator al drumului.

### Singapore
Furia la volan este o infracțiune în Singapore. Infractorii găsiți vinovați de furie la volan pot fi pasibili de o pedeapsă cu închisoarea de până la doi ani și/sau o amendă de până la 5.000 de dolari pentru provocarea de daune.

### Regatul Unit
În Regatul Unit, furia la volan poate duce la sancțiuni penale pentru agresiune sau infracțiuni mai grave împotriva persoanei. Legea privind ordinea publică din 1986 se poate aplica, de asemenea, furiei la volan. Secțiunile 4A și 5 din Legea din 1986 interzic actele publice de natură să provoace hărțuire, îngrijorare sau stres. Secțiunea 4 interzice, de asemenea, cuvintele sau comportamentul amenințător, abuziv sau insultător cu intenția de a face o victimă să creadă că violența va fi folosită împotriva sa sau a altei persoane.

### Statele Unite
În unele jurisdicții, cum ar fi Commonwealth-ul Virginia, este mai ușor să acuzi furia la volan ca șofat imprudent în loc de șofat agresiv, pur și simplu pentru că sarcina probei nu necesită intenție pentru a obține condamnarea.
Este probabil ca cei care cauzează răniri grave sau decese în timpul incidentelor rutiere să sufere pedepse mai severe decât cele aplicabile în cazul unor rezultate similare cauzate de o simplă neglijență. În aprilie 2007, un șofer din Colorado a fost găsit vinovat de crimă de gradul întâi și condamnat la două pedepse consecutive pe viață pentru că a provocat moartea a doi automobiliști în noiembrie 2005.
Paisprezece state americane au adoptat legi împotriva conducerii agresive. Un singur stat, California, a transformat „furia la volan” într-un termen juridic, dându-i o semnificație specială. În Virginia, conducerea agresivă este pedepsită ca o infracțiune mai puțin gravă (contravenție de clasa 2) decât conducerea imprudentă (contravenție de clasa 1).

## Clasamente

### Regatul Unit
În Regatul Unit, cele mai multe cazuri de conducere agresivă au loc în East Riding of Yorkshire, în timp ce cele mai puține au loc în Durham, conform sondajelor din 2022.

### Statele Unite ale Americii
Un studiu din 2007 privind cele mai mari zone metropolitane din SUA a concluzionat că orașele cu cei mai puțin amabili șoferi (cea mai mare furie la volan) sunt Miami, Phoenix, New York, Los Angeles și Boston. Orașele cu cei mai amabili șoferi (cei mai puțin furioși la volan) sunt Minneapolis, Nashville, St. Louis, Seattle și Atlanta. Într-un studiu AutoVantage din 2009, New York, Dallas/Fort Worth, Detroit, Atlanta și Minneapolis/St. Paul au fost clasate printre primele cinci orașe americane în ceea ce privește furia la volan.
Potrivit Departamentului de Transporturi din Texas, în Texas în 2022 au avut loc 2.510 accidente rutiere legate de furie în Texas, cel mai mare număr având loc în orașele San Antonio și Houston. Orașele cu cele mai mari rate per capita au fost Midlothian, San Antonio și New Braunfels.